# Núria Llansà
Núria Llansà i Fernández (Barcelona, 3 de noviembre de 1937-Barcelona, 26 de junio de 2019), a veces escrita Núria Llançà, fue una futbolista, entrenadora y ejecutiva de fútbol femenino española. Es más conocida por su vinculación con el FC Barcelona Femení, donde pasó 32 años.

## Primeros años de vida
Núria Llansà i Fernández nació en Barcelona el 3 de noviembre de 1937. Jugó baloncesto para Sans antes de unirse a Picadero JC en 1962.

## Carrera

### Carrera como jugadora
Se incorporó al equipo femenino del Barcelona en 1970, de cara a su primer partido, en el que ejerció de guardameta. Jugó como guardameta y lateral derecha durante todo su tiempo en el club, y fue parte de la línea defensiva en el segundo partido del equipo el 6 de enero de 1971, una derrota por 1-2. Fue portera de la final de la Copa Catalunya del 28 de marzo de 1971, también celebrada en el Camp Nou, que el Barcelona perdió por 1-2 ante el Espanyol. Durante la primera mitad de la temporada 1971-72, compartió las funciones de portera; hizo buenas paradas bajo presión hacia el final de su victoria por 2-0 a domicilio sobre Badalona en julio y, aunque estaba en la portería durante la primera derrota del equipo de la temporada en la jornada 12, mantuvo su posición de titular hasta el final del primer tramo.
Cuando la liga volvió tras el parón veraniego, estaba en el banquillo, pero fue sustituida en el descanso después de que el Barcelona perdiera 0-2. Fue la guardameta titular del equipo durante el resto de la temporada de liga, siendo titular en todos los partidos menos uno. Jugó al menos 17 de los 26 partidos en total, e hizo su única aparición como defensora en la liga cuando comenzó como lateral derecho en el partido número 24 disputado, contra La Salle–Premià el 13 de febrero de 1972. Mundo Deportivo informó que cumplió su labor a la perfección. Regresó a la portería en los dos últimos partidos del Barcelona, y fue considerada una de las estrellas del equipo.
En febrero de 1971, Llansà formó parte de la selección española no oficial que jugó el primer partido internacional de la nación contra Portugal.
Inicialmente había jugado bajo el seudónimo de Llera, para ocultar a sus empleadores que practicaba fútbol. Fuera del fútbol, trabajó como directora de laboratorio; su familia y sus empleadores descubrieron que jugaba al fútbol cuando su verdadero nombre apareció en el periódico. Como jugaba habitualmente de portera, era un blanco constante de los insultos de gente que desaprobaba que las mujeres jugaran al fútbol, algunos de los cuales le tiraban piedras.
Jugó en el Barcelona hasta 1974, cuando fichó por el Espanyol. Jugó para el Espanyol en un amistoso contra el Barcelona en marzo de 1974, que el Espanyol perdió 1-3.

### Directora técnica y administración
Regresó al FC Barcelona en la década de los años 1980. En 1982, comenzó a entrenar a su antiguo equipo, antes de convertirse en directora de la sección femenina en 1984. Este era un papel complejo, ya que organizaba todo, desde la infraestructura principal hasta la comprobación de los uniformes para los días de partido. Sin ningún apoyo institucional ni nada por el estilo, estaba allí «para cubrir todos los huecos», incluso pagando ella misma en ocasiones la equipación y el transporte para que las jugadoras no tuvieran que hacerlo. También fue un trabajo por el que no le pagaron, manteniendo y desarrollando la sección durante dos décadas «por puro amor al fútbol femenino». Antes de Luis de la Peña, que entrenó al equipo en los años 1990 y consiguió un patrocinador, los únicos ingresos de la sección provenían de Llansà y de la venta de boletos de rifas.
En 1984 también fue nombrada vicepresidenta (secretaria general) del comité de fútbol femenino de la Federación Catalana de Fútbol (FCF). En julio de 1992, la FCF le concedió una medalla de oro por su contribución al fútbol femenino.
Cuando el Barcelona ganó la Copa de la Reina de fútbol en 1994, no pudo viajar al partido porque estaba enferma, pero aun así organizó un autobús para llevar al equipo. Después de una cena, el equipo regresó a Barcelona y enseguida fue a celebrarlo en casa de Llansà a pesar de que eran las 4 a. m..
Impulsó que el equipo femenino fuera reconocido y apoyado como una sección del FC Barcelona en 2002 y, cuando se incorporó plenamente en 2003 –cuando ella todavía estaba al frente de la sección– se alejó del club. Al mismo tiempo también dejó su puesto en la FCF. Tras su retiro, Joan Laporta le escribió para agradecerle que dirigiera el equipo femenino, y recibió un reconocimiento de la Agrupación de Jugadores del Barcelona en 2017.

## Muerte y legado
En 2019, Llansà se puso muy mal de salud. En junio tenía previsto acudir a un acto en homenaje al equipo barcelonista campeón de la Copa de la Reina en 1994, pero no pudo hacerlo. Unos días después, el 26 de junio de 2019, falleció. Su funeral se celebró el 29 de junio de 2019.
Había conservado una meticulosa y extensa colección de documentos y recuerdos relacionados con el Barcelona Femení de su etapa como jugadora y presidenta de la sección. Los documentos eran de propiedad privada debido al carácter no constitutivo del equipo durante el tiempo que estuvo al frente del mismo. Confió la colección a Carme Nieto, amiga de toda la vida y que también había disputado el primer partido del equipo; a su muerte, Nieto se hizo cargo de la colección con la intención de donarla al Centro de Documentación y Estudios del FC Barcelona. Nieto organizó la colección y, debido a la pandemia de COVID-19, terminó guardándola en su apartamento hasta 2021.
Debido a que dirigió prácticamente en solitario el equipo durante gran parte de su historia, Sport escribió en 2021 que el éxito del Barcelona Femení (que entonces estaba estableciendo su dominio en el fútbol europeo) se debía a su determinación y visión. Sus contemporáneos llegaron a la misma conclusión y la recordaron como el alma del equipo y como una madre para sus jugadoras.